# Кубок Украинской ССР по футболу 1990
25-й розыгрыш Кубка УССР состоялся с мая по октябрь 1990 года. Участие принимали 19 команд мастеров. Победителем стало житомирское «Полесье».

## 1/16 финала
Первые матчи 1/16 финала состоялись 11 мая 1990 года, на полях команд указанных первыми. Ответные матчи состоялись 22 мая
| Команда 1                       | Итог | Команда 2             | 1-й матч | 2-й матч |
| ------------------------------- | ---- | --------------------- | -------- | -------- |
| «Кристалл» (Херсон)             | 1:4  | «Торпедо» (Запорожье) | 1:2      | 0:2      |
| «Чайка» (Севастополь)           | 0:1  | «Океан» (Керчь)       | 0:0      | 0:1      |
| «Прикарпатье» (Ивано-Франковск) | 1:2  | «Авангард» (Ровно)    | 1:0      | 0:2      |
| «Судостроитель» (Николаев)      | 0:3  | «Нефтяник» (Ахтырка)  | 0:2      | 0:1      |

## 1/8 финала
Первые матчи 1/16 финала состоялись 11 июня 1990 года, на полях команд указанных первыми. Ответные матчи состоялись 15 июня
| Команда 1                | Итог | Команда 2               | 1-й матч | 2-й матч |
| ------------------------ | ---- | ----------------------- | -------- | -------- |
| «Подолье» (Хмельницкий)  | 3:3  | «Кривбасс» (Кривой Рог) | 1:1      | 2:2      |
| «Динамо» (Белая Церковь) | 3:5  | «Колос» (Никополь)      | 2:1      | 1:4      |
| «Торпедо» (Запорожье)    | 4:3  | «Океан» (Керчь)         | 2:0      | 2:3      |
| «Авангард» (Ровно)       | 4:5  | «Нефтяник» (Ахтырка)    | 4:3      | 0:2      |
| «Днепр» (Черкассы)       | 6:5  | «Шахтёр» (Павлоград)    | 5:1      | 1:4      |
| СКА (Киев)               | 1:2  | «Маяк» (Харьков)        | 1:1      | 0:1      |
| «Звезда» (Кировоград)    | 2:2  | «Десна» (Чернигов)      | 2:1      | 0:1      |

## Четвертьфинал
Первые четвертьфинальные матчи состоялись 6 июля 1990 года, на полях команд указанных первыми. Ответные матчи состоялись 28 июля
| Команда 1            | Итог | Команда 2               | 1-й матч | 2-й матч |
| -------------------- | ---- | ----------------------- | -------- | -------- |
| «Полесье» (Житомир)  | 5:2  | «Подолье» (Хмельницкий) | 4:1      | 1:1      |
| «Колос» (Никополь)   | 1:5  | «Торпедо» (Запорожье)   | 1:3      | 0:2      |
| «Нефтяник» (Ахтырка) | 6:2  | «Днепр» (Черкассы)      | 5:1      | 1:1      |
| «Десна» (Чернигов)   | 2:1  | «Маяк» (Харьков)        | 1:0      | 1:1      |

## Полуфинал
Первые четвертьфинальные матчи состоялись 2 сентября 1990 года, на полях команд указанных первыми. Ответные матчи состоялись 26 сентября
| Команда 1             | Итог         | Команда 2           | 1-й матч | 2-й матч |
| --------------------- | ------------ | ------------------- | -------- | -------- |
| «Торпедо» (Запорожье) | 0:0 пен. 1:3 | «Полесье» (Житомир) | 0:0      | 0:0      |
| «Нефтяник» (Ахтырка)  | 3:2          | «Десна» (Чернигов)  | 3:0      | 0:2      |

## Финал
| 18 октября 1990 года | \| «Нефтяник» (Ахтырка) \| 3:1 \| «Полесье» (Житомир) \| \| Колесник 30′, 78′ · Попович 35′ \| Голы \| 5′ Леонов \| | «Нефтяник», Ахтырка Зрителей: 8000 Судья: Владимир Пьяных (Донецк) |
| Составы: · Нефтяник: Прохоров, А. Ермак, Яичник (Наумчук, 82'), В. Ермак, Сухарев, Фомин, Попович, Шуршин, Сараев, Колесник, Тимченко (Матвейченко, 68') · Гл. тренер: Валерий Душков · Полесье: Рутковский, Баран, Хруслов, Анненков, Ракитинец (Стрихарчук, 80'), Присяжнюк, Касанов (Лапин, 40'), Желтоносов (Илюхин, 65'), Талько, Леонов, Лукашенко · Гл. тренер: Валерий Стародубов · Ракетинец (П), Леонов (П) | |                                                                    |
| «Нефтяник» (Ахтырка) | 3:1 | «Полесье» (Житомир)                                                |
| Колесник 30′, 78′ · Попович 35′ | Голы | 5′ Леонов                                                          |

| 28 октября 1990 года | \| «Полесье» (Житомир) \| 4:0 \| «Нефтяник» (Ахтырка) \| \| Желтоносов 42′ · Лапин 52′ · Лукашенко 53′, 76′ \| Голы \| \| | Стадион им. Ленинского комсомола, Житомир Зрителей: 8600 Судьи: Мирослав Ступар (Ивано-Франковск) |
| Составы: · Полесье: Рутковский (Страшненко, 87'), Ракитинец, Хруслов (Огородник, 86'), Анненков, Стрихарчук, Присяжнюк (Баран, 54'), Лапин, Желтоносов (Илюхин, 85'), Талько, Леонов, Лукашенко · Гл. тренер: Валерий Стародубов · Нефтяник: Прохоров, А. Ермак, Яичник, В. Ермак, Сухарев, Фомин, Попович, Шуршин, Сараев, Колесник, Тимченко (Матвейченко, 46';Горох, 75') · Гл. тренер: Валерий Душков · Желтоносов (П), Колесник (Н), В. Ермак (Н), Тимченко (Н) · В. Ермак (Н) 38' | |                                                                                                   |
| «Полесье» (Житомир) | 4:0 | «Нефтяник» (Ахтырка)                                                                              |
| Желтоносов 42′ · Лапин 52′ · Лукашенко 53′, 76′ | Голы |                                                                                                   |